# Viêm khớp dạng thấp
Viêm khớp dạng thấp là một bệnh viêm đặc hiệu xảy ra ở các khớp gây tổn thương màng hoạt dịch, sụn khớp và đầu xương dưới sụn, diễn biến mạn tính dẫn đến tình trạng dính và biến dạng khớp. Viêm khớp dạng thấp không có biểu hiện viêm khớp và sự có mặt của yếu tố dạng thấp trong máu. Đây là một trong các bệnh khớp viêm mạn tính thường gặp nhất ở Việt Nam cũng như ở nhiều nước trên thế giới, chiếm khoảng 0,5-2 % dân số. Viêm khớp dạng thấp là bệnh tự miễn khá điển hình ở người, dưới dạng viêm mãn tính ở nhiều khớp ngoại biên với biểu hiện khá đặc trưng: sưng, đau khớp, cứng khớp buổi sáng và đối xứng hai bên. Ngoài ra, còn có các biểu hiện toàn thân (mệt mỏi, xanh xao, sốt gầy sút…) và tổn thương các cơ quan khác trên cơ thể.

## Nguyên nhân
Nguyên nhân của bệnh vẫn còn chưa được hiểu biết đầy đủ. Gần đây người ta cho rằng VKDT là một bệnh tự miễn, với sự tham gia của các yếu tố sau:
- Tác nhân gây bệnh: có thể là virus, vi khuẩn, dị nguyên nhưng chưa được xác định chắc chắn.
- Yếu tố cơ địa: bệnh có liên quan rõ rệt đến giới tính (70-80% bệnh nhân là nữ) và tuổi (60-70% gặp ở người trên 30 tuổi).
- Yếu tố di truyền: VKDT có tính gia đình, có liên quan với kháng nguyên hóa hợp tổ chức HLA DR4 (gặp 60-70% bệnh nhân có yếu tố này, trong khi tỷ lệ này ở cộng đồng chỉ là 30%).
- Yếu tố dinh dưỡng: Do chế độ ăn hàng ngày không cung cấp đủ lượng canxi cần thiết cho cơ thể để xương khớp chắc khỏe và các vitamin khoáng chất thiết yếu để duy trì hoạt động của bao dịch khớp.
- Các yếu tố thuận lợi khác: môi trường sống ẩm thấp, cơ thể suy yếu mệt mỏi, nhiễm lạnh, phẫu thuật.
- Nguyên nhân viêm đa khớp dạng thấp do nội thương: (môi trường ẩm thấp, ăn uống thiếu chất, làm việc mệt mỏi,... kết hợp với 3 tà khí xâm nhập)

## Triệu chứng

### Giai đoạn khởi phát
Bệnh thường khởi phát từ từ, tăng dần, chỉ khoảng 10-15% bệnh bắt đầu đột ngột và cấp tính. Trước khi có triệu chứng của khớp, bệnh nhân có thể có biểu hiện như sốt nhẹ, mệt mỏi, gầy sút, ra nhiều mồ hôi, tê các đầu chi. Giai đoạn này kéo dài vài tuần đến vài tháng rồi chuyển sang giai đoạn toàn phát.

### Giai đoạn toàn phát
Thường xuất hiện viêm đau nhiều khớp (nên còn gọi là bệnh viêm đa khớp dạng thấp). Trong đó hay gặp nhất là các khớp cổ tay (90%), khớp ngón gần bàn tay (80%), khớp bàn ngón (70%), khớp gối (90%), khớp cổ chân (70%), khớp ngón chân (60%), khớp khuỷu (60%). Các khớp ít gặp như: khớp háng, cột sống, khớp vai, khớp ức đòn, nếu có viêm các khớp này cũng thường là ở giai đoạn muộn.
Nhóm triệu chứng viêm khớp dạng thấp do bệnh lý
- Đau, cứng khớp: Hiện tượng viêm khiến khớp tổn thương và đau âm ỉ, đau nhiều về đêm, tăng khi gần sáng và cơ cứng khớp lúc thức dậy, hạn chế vận động. Đặc biệt, viêm khớp dạng thấp có tính đối xứng, chỉ cần 1 bên khớp bị viêm đau thì bên còn lại cũng có biểu hiện tương tự.
- Sưng khớp: Khớp tay - cổ tay - ngón tay hoặc khớp gối, khớp chân bị sưng đỏ do dịch tụ lại trong khớp.
- Đỏ và nóng da: Vùng da khớp bị viêm sẽ ấm hơn, có màu hồng nhạt hoặc đỏ hơn so với vùng xung quanh.

## Chẩn đoán

### Tiêu chuẩn của hội thấp khớp Mỹ ACR (American College of Rheumatology) - 1958
Gồm 11 tiêu chuẩn, trong đó có 6 tiêu chuẩn lâm sàng và 5 tiêu chuẩn cận lâm sàng:
1. Có cứng khớp buổi sáng.
2. Đau khi khám hoặc khi vận động từ 1 khớp trở lên.
3. Sưng tối thiểu 1 khớp trở lên.
4. Sưng nhiều khớp thì khớp sưng sau cách khớp sưng trước dưới 3 tháng.
5. Sưng khớp có tính chất đối xứng 2 bên.
6. Có hạt dưới da.
7. X quang có khuyết đầu xương, hẹp khe khớp.
8. Phản ứng Waaler Rose hoặc gama latex (+) ít nhất 2 lần.
9. Lượng mucin trong dịch khớp giảm rõ.
10. Sinh thiết hạt dưới da thấy tổn thương điển hình.
11. Sinh thiết màng hoạt dịch thấy 3 tổn thương trở lên.

Chẩn đoán chắc chắn khi có 7 tiểu chuẩn trở lên và thời gian bị bệnh trên 6 tuần. Chẩn đoán xác định khi có 5 tiểu chuẩn trở lên và thời gian bị bệnh trên 6 tuần. Chẩn đoán nghi ngờ khi có 4 tiểu chuẩn và thời gian bị bệnh 4 tuần.

### Tiêu chuẩn ACR - 1987
Có 7 tiêu chuẩn:
1. Cứng khớp buổi sáng kéo dài trên 1 giờ.
2. Sưng đau kéo dài tối thiểu 3 khớp trong số 14 khớp sau: ngón tay gần (2), bàn ngón (2), cổ tay (2), khuỷu (2), gối (2), cổ chân (2), bàn ngón chân (2).
3. Sưng đau một trong 3 vị trí: khớp ngón tay gần, khớp bàn ngón, khớp cổ tay.
4. Sưng khớp đối xứng.
5. Có hạt dưới da.
6. Phản ứng tìm yếu tố dạng thấp (+).
7. Hình ảnh X quang điển hình.

Chẩn đoán xác định khi có 4 tiêu chuẩn trở lên.

### Trong điều kiện ở Việt Nam
Do thiếu các phương tiện chẩn đoán cần thiết, nên chẩn đoán xác định dựa vào các yếu tố sau:
1. Nữ tuổi trung niên.
2. Viêm các khớp nhỏ ở hai bàn tay, phối hợp với các khớp gối, cổ chân, khuỷu.
3. Đối xứng.
4. Có dấu hiệu cứng khớp buổi sáng.
5. Diễn biến trên 2 tháng.

## Điều trị

### Nguyên tắc chung
- VKDT là bệnh mạn tính kéo dài hàng chục năm, đòi hỏi quá trình điều trị phải kiên trì, liên tục có khi đến hết cả đời.
- Điều trị phải kết hợp chặt chẽ giữa nội khoa, lý liệu phục hồi chức năng và ngoại khoa.
- Thời gian điều trị chia làm nhiều giai đoạn nội trú, ngoại trú và điều dưỡng.
- Trong quá trình điều trị cần theo dõi chặt chẽ diễn biến của bệnh và các tai biến biến chứng có thể xảy ra.
- Việc lạm dụng các loại thuốc có chứa corticoid trong điều trị viêm khớp dạng thấp nói riêng và các bệnh xương khớp nói chung là rất nguy hiểm vì nhiều tác dụng phụ gây hại khó lường của nó (mục xương, ứ nước trong cơ thể, suy gan, suy thận, suy giảm hệ miễn dịch...)